# Петтенгилл, Гордон
Гордон Петтенгилл (англ. Gordon Hemenway Pettengill; 10 февраля 1926, Провиденс — 8 мая 2021, Конкорд, Массачусетс) — американский радиоастроном и планетолог, профессор Массачусетского технологического института. Одним из первых превратил радар вместо военного применения в инструмент астрономии.

## Образование
В детстве увлёкся радио и электроникой. Он часто разбирал и восстанавливал старые радиоприёмники, интересовался любительским радио, использовал позывной W1OUN.
Петтенгилл начал изучать физику в Массачусетском технологическом институте (MIT) в 1942 году в возрасте 16 лет. Когда ему исполнилось 18 лет, его учёба была ненадолго прервана службой в Европе в конце Второй мировой войны. Был призван в армию США, служил в пехоте. После окончания Второй мировой войны он вернулся в Массачусетский технологический институт, в 1948 году получил степень бакалавра наук. Затем последовала работа в Лос-Аламосе и получение докторской степени по физике в Калифорнийском университете в Беркли в 1955 году.

## Карьера и исследования
Петтенгилл начал свою карьеру в Линкольнской лаборатории Массачусетского технологического института в 1954 году. К концу 1950-х он входил в группу, использовавшую тогда ещё новый радар Millstone Hill для пионерской работы в радиолокационной астрономии. Когда он начал в конце 1957 года был запущен спутник I, Петтенгилл использовал радар для отслеживания, что стало первым подобным наблюдением. Его самое раннее исследование более отдалённого космического объекта использовало тот же радар; он для первых измерений расстояния до другой планеты, Венеры. Эти первые наблюдения выдержали испытание временем и имели точность примерно на 3 порядка более высокую, чем это было возможно с помощью арсенала классической позиционной астрономии. Такие знания имели решающее значение для успешной навигации « Маринера-2» к Венере. Петтенгилл успешно выполнил радиолокационное картографирование Луны в 1960 году, что стало ключевым шагом в подготовке США к программе «Аполлон».
С 1963 по 1965 год Петтенгилл работал заместителем директора, а с 1968 по 1970 год — директором обсерватории Аресибо в Пуэрто-Рико . В Аресибо Петтенгилл с Рольфом Дайсом использовали импульсы радара для измерения скорости вращения Меркурия и обнаружили, что «день» Меркурия составляет 59 земных дней, а не 88, как считалось ранее.
В 1970 году он был назначен профессором планетарной физики в Массачусетском технологическогом институте.
В конце 1960-х — начале 1970-х годов Петтенгилл руководил наземными радиолокационными исследованиями свойств поверхности всех внутренних планет, включая Землю (с помощью эксперимента «тройной отскок»: Луна-Земля-Луна). Петтенгилл также сыграл ведущую роль в первых радиолокационных исследованиях астероида (Икар, 1968 г.), кометы (Энке, 1980 г.) и спутников других планет (спутников Галилея, начиная с 1976 г.). Во всей этой работе Петтенгилл использовал радарные системы обсерватории Хейстек Массачусетского технологического института и обсерватории Аресибо Корнелла, системы, разработкой которых он руководил для астрономических приложений. Также в 1970-х годах он участвовал в нескольких беспилотных полётах на Марс (включая программу «Викинг»).
На протяжении более двух десятилетий, начиная с 1977 года, он больше всего сосредоточился на Венере, на этот раз используя радары на борту космического корабля, сначала на аппарате Пионер-Венера-1, а затем на Магеллане. В течение многих лет он вынашивал идею использования радиолокационного высотомера для картирования Венеры и предложил ключевые технические идеи. Результатом, в частности, стали подробные карты отражательной способности и топографические карты практически всей планеты Венеры. Многие планетологи считают, что он был одним из тех, кто в наибольшей степени ответственен за наши нынешние знания о Венере (помимо её атмосферы).
Его наблюдения охватывали Меркурий, Венеру, Марс, несколько астероидов и комет, галилеевские спутники Юпитера и кольца Сатурна.

## Награды и почести
Член Национальной академии наук США (1979). Американский геофизический союз в 1997 году присудил Петтенгилу Медаль Чарльза А. Уиттена. Его именем назван астероид 3831 Pettengill.

## Публикации
- Г. Х. Петтенгилл и Д. Э. Дастин, «Сравнение выбранных конфигураций радаров раннего предупреждения межконтинентальных баллистических ракет», Технический отчёт лаборатории Линкольна Массачусетского технологического института 127, 1956 г.